# 高低重音
高低重音或音高重音（英語：Pitch accent），是一種重音。在高低重音語言裏，一個詞裏的每個音節的音調取決於該音節在詞裏出現的位置。而聲調語言中，每個音節有自己固定的聲調，它的聲調和它在詞裏出現的位置無關。世界上很多語言（如日語、吳語等）都含有的高低重音系統（另一種是輕重重音）。
比如對於同樣都只有低高兩調之分的音高重音語言和聲調語言，一個雙音節詞[aba]， 在音高重音語言裏只有兩种可能的音調：[ába]或[abá]。而在聲調語言中可能有四种：低低調[àbà]、高高調[ábá]、高低調[ábà]、低高調 [àbá]。

## 日語
日語通常被認爲有高低重音。不過不像塞爾維亞-克羅地亞語，日語只有20%的詞彙有音高重音，另外80% 則沒有重音。
音位降階或許比音高重音能更準確地描述日語的重音特點。一個詞的音調不斷上升直到音位降階，之後音調急劇下降。在雙音節詞裏，這表現為高-低和低-高的對立。無重音詞也是低-高，但是後繼音節的音調使它有別于有重音詞. 
| 重音在首音節 | 重音在首音節 | 重音在次音節 | 重音在次音節 | 無重音 | 無重音 |
| ------------ | ------------ | ------------ | ------------ | ------ | ------ |
| [ka↓ki]      | 牡蠣         | [kaki↓]      | 垣           | [kaki] | 柿     |
| 高-低        | 高-低        | 低-高        | 低-高        |        |        |

## 吳語
吳語特別是上海話、寧波話已經逐漸從聲調語言演變成一種音高重音語言。
以上海話為例。上海話每個字單獨讀時，依然有固定的聲調：陰平（調值53）、陰去（調值34）、陽去（調值13）、陰入（調值5）、陽入（調值2）。但是在口語的詞句裏，字的聲調消失，而代之以高、中、低三個音調。詞首如果是陽去或陽入字，則該字只可能是低音調（調值22或11）；詞首如果是陰去或陰入字，則該字只可能是中音調（調值33）；詞首如果是陰平字，則該字只可能是高音調（調值55）。多音節詞裏，第一個字的音調決定了該詞裏其他所有字的音調。如果第一個字是高音調，後面的字都讀中音調；如果第一個字讀中音調或低音調，那麽第二個字讀高音調，再後面的字讀中音調。
| 首字為陽去或陽入字 （低音調） | zanhegnin     | 上海人   | 低-高-中    |
| 首字為陰去或陰入字 (中音調)   | Odali'ia      | 澳大利亚 | 中-高-中-中 |
| 首字為陰平字 (高音調)         | kónkonchitsau | 公共汽車 | 高-中-中-中 |

吳語臨紹小片慈溪話只剩4個聲調，4個無任何辨義作用的聲調：陰舒，陽舒，陰入，陽入。陰陽是可以通過聲母的清濁來區別的，而舒入則是和韻母有關。也就是說，在慈溪話中，聲調已經是沒有了作用。那它就已經可以說完全是一種音高重音語言了。